# Servizi ecosistemici
I servizi ecosistemici (dall'inglese ecosystem services) sono, secondo la definizione data dalla Valutazione degli ecosistemi del millennio, «i benefici multipli forniti dagli ecosistemi al genere umano».
Il Millennium Ecosystem Assessment descrive quattro categorie di servizi ecosistemici, a iniziare dai più importanti: si possono distinguere in quattro grandi categorie:
- supporto alla vita (come ciclo dei nutrienti, formazione del suolo e produzione primaria),
- approvvigionamento (come la produzione di cibo, acqua potabile, materiali o combustibile),
- regolazione (come regolazione del clima e delle maree, depurazione dell'acqua, impollinazione e controllo delle infestazioni),
- valori culturali (fra cui quelli estetici, spirituali, educativi e ricreativi).

## Storia
Nella storia del pensiero filosofico e politico occidentale, probabilmente fu Platone il primo a riconoscere il legame che unisce la società umana alle risorse naturali. Non è un caso che i termini ecologia e economia abbiano in comune la radice etimologica.
Entrambe infatti indicano lo studio e la gestione dell'oikos, cioè della casa, dell'ambiente di vita, dell'ecosistema ma sebbene siano vocaboli con una radice comune, storicamente esse hanno seguito percorsi divergenti e si sono contrapposte soprattutto in forza del pregiudizio che la difesa dell'ambiente possa costituire un freno allo sviluppo economico.
George Perkins Marsh fu il primo, in epoca moderna, a recuperare il legame indissolubile tra sviluppo umano e le risorse naturali con il suo libro Man and Nature.
La preoccupazione primaria di Marsh era quella di sottolineare la scarsità delle risorse naturali utili allo sviluppo umano ed il delicato equilibrio che permette alla natura di sostenere le funzioni centrali della vita umana.
Nell'ipotesi di Marsh, lo squilibrio tra economia ed ecologia sarebbe stato all'origine del collasso di molte civiltà del passato, incapaci di comprendere la centralità delle funzioni naturali nel garantire la sostenibilità dello sviluppo sociale e del benessere collettivo.
Solo però a partire dagli anni 40 del secolo scorso che si comincia a riflettere sul legame tra le funzioni della natura e lo sviluppo generale di ogni sistema economico. 
Si inizia a parlare di "servizi ambientali", "servizi della natura" e "servizi pubblici dell'ecosistema globale", fino ad arrivare al termine in uso attualmente: servizi ecosistemici.

## Ruolo nella società
I servizi ecosistemici svolgono un ruolo fondamentale nella società: le caratteristiche degli ecosistemi e la produttività del capitale naturale che generano sono elementi fondamentali al funzionamento del sistema di supporto della vita sulla Terra. Il Millennium Ecosystem Assessment ha calcolato che la perdita di servizi ecosistemici contribuisce all'insicurezza alimentare ed energetica, aumenta la vulnerabilità ai disastri naturali, come inondazioni o tempeste tropicali, diminuisce il livello di salute, riduce la disponibilità e la qualità delle risorse idriche e intacca l'eredità culturale. 
I servizi ecosistemici rappresentano inoltre una porzione notevole del valore economico totale del pianeta. Questi servizi però non sono completamente inclusi nel mercato e non sono nemmeno quantificati adeguatamente, in termini comparabili con i servizi economici e il capitale manifatturiero. Per questo motivo si dà spesso loro un peso ridotto nelle politiche decisionali.
(Robert_Costanza)
In realtà le economie del mondo subirebbero una forte frenata senza il supporto vitale dei servizi ecosistemici, quindi in tal senso il loro valore economico dovrebbe essere infinito.
L'economia ecologia ha individuato un nuovo approccio per valutare le risorse di un territorio, grazie al quale diventerebbe possibile fornire un modello comune in grado di suddividere i benefici dei diversi servizi forniti dagli ecosistemi e quantificarli, tutto ciò tenendo conto dei cambiamenti globali nel breve, medio e lungo periodo. Il primo passo verso una valutazione ragionata dei beni e servizi ecosistemici consiste in una traduzione della complessità ecologica in un limitato numero di funzioni ecosistemiche. 
Queste funzioni, che si possono riferire alle proprietà biologiche, di habitat e di sistema o ai processi degli ecosistemi, a loro volta forniscono i beni e servizi che sono valutati dall'umanità. Nella letteratura il concetto di "funzione ecosistemica" è stato sottoposto a varie interpretazioni, talvolta contraddittorie. 
Quindi, il miglior modo di concepire le funzioni ecosistemiche è quello di intenderle come un sottoinsieme dei processi ecologici e delle strutture ecosistemiche. Ogni funzione è il risultato di un processo naturale caratteristico del sottosistema ecologico di cui esso è parte. I processi naturali, a loro volta, sono il frutto di una complessa interazione tra le componenti biotica (costituita dagli organismi viventi) e abiotica (costituita dei fattori fisico-chimici e inorganici) di un ecosistema attraverso le forze universali che regolano la materia e l'energia. Il concetto di funzioni ecosistemiche getta quindi le basi per la classificazione di aspetti degli ecosistemi naturali potenzialmente utili per l'umanità: in tal senso si traducono le funzioni ecosistemiche in beni e servizi ecosistemici quando vi è implicato un possibile valore umano, nel senso di riscontro sullo stato di benessere e prosperità dell'umanità.
Conoscere il valore economico totale delle risorse e dei beni ambientali è quindi importante per verificare la razionalità delle scelte di sviluppo, per dare un valore alle politiche di tutela dell'ambiente e individuare le regioni più fragili dove il cambiamento è più probabile. 
Attualmente, invece, gli strumenti di pianificazione partono da un'analisi dello stato delle risorse ambientali trascurando i processi ecosistemici, le interazioni dinamiche dei processi stessi. Vengono, soprattutto, trascurate le relazioni che i servizi ecosistemici intrattengono con i fattori economici e sociali. Inoltre la pianificazione di tipo settoriale (es. gestione delle acque-piano delle acque, etc.) non è nei fatti coordinata, poiché c'è una suddivisione di responsabilità tra entità amministrative, per esempio tra i livelli regionali e quelli locali.
Il paradigma dei servizi ecosistemici può costituire, quindi, la base per una revisione dei termini economici con cui considerare il territorio e i suoi capitali attraverso una pianificazione territoriale più consapevole del significato dei processi ecologici e più orientata verso una sostenibilità concreta e durevole.

## Studi recenti
Nel marzo 2007, durante il vertice di Potsdam in Germania, i ministri dell'Ambiente delle principali economie mondiali, hanno concordato sulla necessità di promuovere uno studio globale che metta a confronto i costi dell'eventuale perdita di biodiversità con quelli di misure conservative efficaci. Lo studio che ne è scaturito dal titolo "L'Economia degli ecosistemi e della biodiversità" (The Economics of Ecosystem and Biodiversity, TEEB), è un'iniziativa della Commissione Europea. La pubblicazione, ovvero la relazione intermedia TEEB del maggio 2008, ha valutato la perdita annuale dei servizi ecosistemici in 50 miliardi di euro. Secondo la relazione, se l'attuale scenario dovesse rimanere inalterato il costo in termini di perdita della sola biodiversità terrestre entro il 2050 sarebbe pari al 7% del PIL, con una sostanziale perdita nei servizi forniti dagli ecosistemi marini. La relazione contiene raccomandazioni quali l'adozione di misure per porre termine alle sovvenzioni dannose per l'ambiente e la creazione di ”mercati” per i servizi ecosistemici.

## Situazione italiana
Anche in Italia è possibile avviare un'analisi non solo ecologica quantitativa per la mappatura e la quantificazione di tali servizi, ma anche impostare una valutazione economica di tali servizi, con specifico riferimento alla biodiversità. In uno studio pubblicato su Ecological Indicators, basato sui pareri esperti e il metodo detto "benefit transfer" è stato stimato che ogni anno gli ecosistemi italiani erogano benefici (beni e servizi) pari ad un valore di 71,3 miliardi €/anno. Il risultato più interessante dello studio  non è la cifra assoluta quanto la dinamica di perdite o guadagni che si sta verificando nelle province italiane  a causa del cambiamento di uso del suolo. Alcune provincie arrivano a perdere in soli 10 anni (tra il 1990 e il 2000) il 7.5% della capacità tampone degli eventi dannosi (a parità di piogge intense queste provincie avranno più danni da dissesto idrogeologico), il 9.5% di assimilazione degli inquinanti (a parità di emissioni, es. polverose, avranno maggiore permanenza degli inquinanti, con maggiori danni alla salute umana e ambientale).
Nel contesto italiano i servizi ecosistemici sono stati nel passato prevalentemente tutelati con strumenti di regolamentazione; attualmente l'attenzione è posta anche su altri strumenti economici, tra cui gli strumenti di mercato, anche se si è  ben lontani dall'aver trovato un equilibrio e soprattutto una coerenza nell'applicazione di un adeguato mix di strumenti.
In Italia, rileva uno studio, la perdita di biodiversità e dei servizi ecosistemici viene attualmente riconosciuta come un fattore di rischio per la trasmissione di malattie batteriche, virali e parassitarie per l'uomo, il bestiame, le colture e le specie selvatiche di animali e vegetali.
In aumento è la superficie forestale ed in calo è il numero di incendi. Se una porzione di territorio italiano si riappropria di ettari di bosco, un'altra franando mette in pericolo vite e attività umane. Sono 5.708 (pari al 70,5% del totale) i comuni italiani interessati da cedimenti e smottamenti.
"Le cosiddette azioni 'attive', ovvero quelle azioni che richiedono scelte legate realmente a motivazioni ambientali - sottolinea l'Ispra - risultano essere praticate da quote più basse di cittadini europei. Tali azioni sono: l'utilizzo non intenso dell'automobile, un consumo più sensibile all'ambiente sia in termini di acquisti di prodotti eco-compatibili sia di acquisti di prodotti locali".